# Harsin
Harsin (perski: هرسين) – miasto w Iranie, w ostanie Kermanszah. W 2006 roku miasto liczyło 5 562 mieszkańców w 12 001 rodzinach.